# Мая Мур
Мая Ейприл Мур (на английски: Maya April Moore) е американска баскетболистка.
Родена е на 11 юни 1989 година в Джеферсън Сити в афроамериканско семейство на самотна майка. Играе баскетбол от дете, започва да се състезава в отбора на гимназията си в Суони, Джорджия. Придобива широка известност с отбора на Кънектикътския университет, с който печели националния шампионат през 2009 и 2010 година. От следващата година има централна роля в професионалния отбор „Минесота Линкс“, с който печели четири национални титли (през 2011, 2013, 2015 и 2017). С националния отбор на Съединените щати получава две олимпийски титли – през 2012 и през 2016. През 2019 година прекъсва спортната си кариера и се посвещава на административни процедури, довели до освобождаването на осъден на 50 години затвор, за когото се омъжва.